# Anordning (lov)
 For alternative betydninger, se Anordning. (Se også artikler, som begynder med Anordning)
 Der er for få eller ingen kildehenvisninger i denne artikel, hvilket er et problem. Du kan hjælpe ved at angive troværdige kilder til de påstande, som fremføres i artiklen.

Anordninger var før Grundloven af 1849 en betegnelse for de love, som var givet direkte af kongen (kongelig Anordning).
Efter Grundloven bruges begrebet anordninger om de retsforskrifter, som administrationen (forvaltningen) udsteder med hjemmel i en lov eller til nærmere gennemførelse af en lov. Anordninger retter sig mod borgerne, mens et internt forskrift i forvaltningsmyndighederne kaldes et cirkulære.
Ministerielle anordninger kalder også bekendtgørelser.

## Den selvstændige anordningsmyndighed
Der er ikke enighed i teorien om, hvor vidt der eksisterer en selvstændig anordningsmyndighed. Alf Ross og hans tilhængere hævder, at samtlige dispositioner kræver hjemmel i loven, hvorimod i særdeleshed Århus Universitets professorer – herunder bl.a. Peter Germer og Michael Hansen Jensen – er af den opfattelse, at den selvstændige anordningsmyndighed eksisterer alene i kraft af rollen som udøvende magt. I den såkaldte Bille Brahe-dom anerkender Højesteret dog indirekte eksistensen af den selvstændige anordningsmyndighed. I praksis har denne diskussion ringe betydning, da lovgivningsmagten kan ophæve en sådan anordning med en ny lov, ligesom der ikke er tvivl om, at den udøvende magt ikke på egen hånd kan udstede anordninger på områder, hvor der allerede er lovgivning eller har været lovgivning, og der må endvidere ikke gøres indgreb i borgernes retsforhold. Anordninger, der angår grundlovens legislative prærogativer, vil heller ikke kunne udformes af en eventuel selvstændig anordningsmyndighed.
Der er dog et eksempel på en selvstændig anordningsmyndighed; nemlig Dansk Sprognævn - som dog senere er ordnet ved lov.

## Reference
1. ↑  (Revsbech m.fl. 2016:112-114)
2. ↑  Albæk Nielsen, J. (2024). Hjemmel for udstedelse af anordninger. Dansk Statsret (4. udg., s. 224). Djøf Forlag.

| Jura | Spire Denne juraartikel er en spire som bør udbygges. Du er velkommen til at hjælpe Wikipedia ved at udvide den. |